# 台東市長公館
寶町藝文中心，又稱臺東市長公館，是一座位在臺灣臺東縣臺東市的日式建築物。
臺東市長公館修建於1937年，是日治時期臺東街役長的官舍。戰後被國民政府接收，改為臺東市長公館。然而由於年久失修，臺東市長公館在後來陷入閒置。2000年之後，因臺東市開始日治宿舍保存整修計畫，臺東市長公館方得修復，並在2006年2月28日修復完成，末代臺東街役長赤松二三的三位子女亦參加了修復完成典禮。現在臺東市長公館被列入臺東縣文化資產。